# Галдан-Церен
Галдан-Церен (бл. 1693—1745) — 6-й хан Джунгарії в 1727—1745 роках.

## Життєпис

### Перша війна з казахами
Походив з ойратського племені чорос. Син Цеван Рабдана. Народився близько 1693 року. Після загибелі батька у 1727 році за не зовсім зрозумілих обставин зумів опанувати ситуацією й стати правителем Джунгарії. Він завдав поразки зведеному брату Лоузан-Шуну-батиру, якого наказав скалічити. Втім той згодом втік до Калмицького ханства. Мати останнього Седерджаб наказав осліпи за начебто спробу отруїти батька.
Новому володареві довелося стикнутися з ворогами з обох боків — Казахським ханством, що бажало звільнення від джунгарської влади Старшого і Середнього жузів, та Цінською імперією, що мала плани на Тибет і Джунгарію. 1729 році у місцевості Ангракай (біля озера Балхаш) відбулася битва з казахами на чолі із Абулхайр-ханом, в якій джунгарське військо ззанало поразки. Але казахи внаслідок боротьби між ханами Абілмамбетом, Самеке і Абулхайром за зверхність, що почалася після смерті хана Болата, не змогли скористатися своїм успіхом. Завдяки цьому влада Джунгарії збереглася в Семиріччі й областях до Ферганської долини.

### Війна з Цін
У 1728 році відмовився віддати цінськійвладі Лубсана-данджіна, вождя хошутів й очільника повстання біля Кукунору. 1729 році оголошено війну між Цін і Джунгарією, але значні бойові дії почалися лише у 1730 році. Вона перетворилася на запекле й виснажливе протистояння. 1730 року цінські війська були розбиті джунгарами у битві біля озера Баркуль, а в 1731 році — на Алтаї. Війною з Цін скористалися казахські хани, що здійснили глибокий рейд вглиб Джунгарії, дійшовши до Гірського Алтаю. У відповідь 7-тисячне джунгарське військо 1732 року атакувало Середній жуз, але зазнало невдачі. разом з тим ойратський тайші Лозон-Церен з підвладними людьми в кількості 30 тисяч осіб втік з Джунгарії до Волги.
У 1732 році китайська армія побудувала на джунгарському кордоні в урочищі Модон-Цаган-куль потужну фортецю. 23 серпня 1732 року 30-тисячна джунгарська армія під проводом Церен Дондоба Молодшого виступила в похід на схід у напрямку до Туула і Керулену, і 26 серпня розбила 22-тисячне угруповання китайців у гори Модон-хотон. Джунгари дійшли до резиденції глави ламаїстської церкви в Халхе — монастиря Ерденідзу, проте були там переможені цінськими військами у вирішальній битві. Тоді ж Галдан-Церен звернувся до російського послав Джунгарії Л.Угрімова щодо спільних дій проти Китаю. Хоча російська влада відкрито не виступила на боціджунгарів, але відхилила пропозиції двох посольств імперії Цін щодо спільних дій проти Галдан-Церена, а також заборонила калмицькому хану Церен-Дондуку атакувати Джунгарію.
У 1733—1734 роках імперія перейшли в наступ, але її військовики не досягли якихось успіхів. Тому 1734 року було укладено перемир'я. Втім останні сутички було припинено лише у 1737 році, а договір підписано за посередництва тибетських лам у 1740 році. За умовами миру Джунгарія і Цін погодилися вважати кордоном Алтайські гори і озеро Убса-нор, Джунгарському ханству було повернуто значна частина раніше втрачених територій на схід від Монгольського Алтаю. також передбачалося відновлення взаємної торгівлі, вільного пересування прочан до Тибету і з Тибету.

### Війни з казахами
1734 року, скориставшись зменшенням загрози з боку імперії Цін, Галдан-Церен рушив проти Старшого жузу. Водночас відправив 10-тисячне військо проти киргизів Тянь-Шаня. В результаті влітку 1735 року було завдано поразки хану Абілмамбету, а міста Шаш і Туркестану зобов'язалися сплачувати данину джунгарам. Після цього було пограбовано кочів'я Середнього жузу. Галдан-Церен після цього успіху спробував нав'язати населенню Південного Казахстану ламаїзм, але марно.
У 1739 році, користуючись виступом основних військ Середнього жуза проти волзьких калмиків, намаганням Абулхайра, хана Молодшого жузу, захопити хівинське ханство, Галдан-Церен після ретельної підготовки почав наступ проти Середнього і Молодшого жузів. Джунгарське військо нараховувало 24 тис. вояків. Після пограбування улусів Середнього жуза джунгари відступили до себе. Але вже взимку 1739—1740 року джунгари загальною чисельністю 30—35 тис. вояків розпочали наступ на казахів з двох боків: північне військо завдало удару по кочів'ям казахів уздовж Тоболу і Ішіму; південна — рушила до Сирдар'ї. Бої тривали з перемінним успіхом до 1741 року. Джунгари намагалися відрізати відступ казахам до російських фортець та Барабинського степу.
В одному з боїв у джунгарський полон потрапив Абілай-хан. Оренбурзька адміністрація Російської імперії змогла переконати Галдан-Церена припинити вторгнення. Незабаром Абулмамбет, хан Середнього жузу, пішов на зближення з Джунгарським ханством і відправив в аманати до Галдан-Церена свого сина Абілфейза, повернувши собі владу над містом Туркестаном. Водночас хан Абулхайр також визнав зверхність Джунгарії. Втім вже у лютому 1741 році у відповідь на напади казахів і киргизів Галдан-Церен відправив нове військо проти Середнього жузу на чолі із нойоном Септенєм і старшим сином Ламою Джорджі. Джунгари завдали поразки Абілмамбет-хану, який втік до Молодшого жуза, де також був атакований. В результаті у казахського хана залишилося лише 30 кибіток. Влітку 1742 року почалися мирні перемовини з Середнім і Молодшим жузами, від яких Галдан-Церен вимагав визнати свою зверхність. Становище казахів погіршувалося вторгнення до Хіви перського шаха Надира, що планував також підкорити казахські ханства. Внаслідок цього восени 1741 року Середній жуз визнав зверхність джунгарського хунтайджі. І лише 1743 року Молодший жуз наслідував цей приклад. Водночас Гладан-Церен намагався зв'язати казахських ханів родинними стосунками, запропонувавши шлюби доньок правителів жузів зі своїми синами.
Разом з тим у 1742 року після відходу перських військ, що фактично знищили Хівінське і Бухарське ханства, Галдан-Церен спробував захопити Самарканд, Андіжан, Ходжент і Кокандське бекство. Важка війна спричинила значні втрати серед джунгарів. Лише у 1743 році Коканд визнав зверхність Джунгарії. 1744 року почалася нова війна з Кокандським бекством. Цьому заважало приготування російських фортець на кордоні з Джунгарією. Галдан-Церен побоювався раптового наступу російського війська.
У 1744 році було нормалізовано стосунки з Середнім і Молодшим жузами, хоча останній номінально визнав владу Галдан-Церена. Втім це сприяло розвитку торгівлі, припинилися напади на ойратські каравани, насамперед відновленню так званого Чайного шляху з Китаю до Росії. Водночас задля залучення на свій бік казахську знать Галдан-Церен став видавати їм тарханні грамоти, що звільняли від податків або данини. Разом з тим дедалі більше казахських султанів визнавали зверхність Російської імперії, в якій вбачали противагу Джунгарії. Галдан-Церен також вів активну дипломатичну роботу, намагаючись завадити Росії втручатися у казахські справи.
Останній рок життя Галдан-Церен провів у спробі підкорити Коканд. Для цього намагався використати казахських султанів і біїв, проте без особливого успіху. В розпал цих подій 1745 році хунтайджі Джунгарії помер. Владу успадкував його середній син Цеван Дорджі.